# Anemya clausa
Anemya clausa là một loài ruồi trong họ Tachinidae.